# Базилика Святой Троицы (Краков)
 Памятник культуры Малопольского воеводства: регистрационный номер L.AK-1-92-31 от 25 марта 1931 года.
Базилика Святой Троицы — храм римско-католической церкви, расположенный в Старом Городе Кракова. Находится в ведении монашеского ордена доминиканцев.

## История

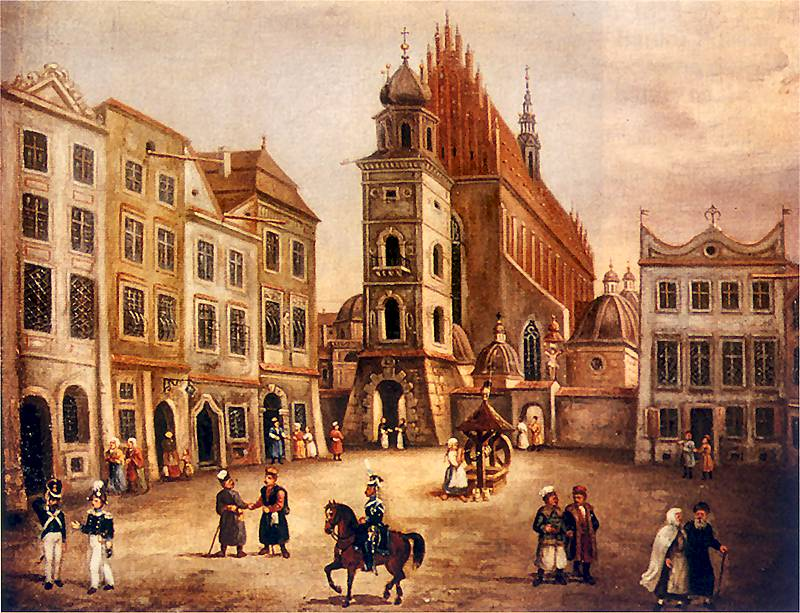
Храм в первой половине XIX в.

Первые доминиканцы прибыли в Краков из Болоньи в 1222 году. Их пригласил краковский епископ Иво Одровонж, передавший монахам деревянно-каменный приходской костёл св. Троицы, перенеся приход до нового Мариацкого костёла. 12 марта 1223 года состоялось освящение первого костёла доминиканцев.
После монгольского нашествия 1241 года началось строительство нового готического костёла. Первоначально это была трёхнефный храм, позднее, на рубеже XIV—XV в. костёл был перестроен по типу базилики.
В течение нескольких веков храм постепенно дополнялся новыми атрибутами, достраивались новые часовни. Однако в 1850 году в Кракове произошёл пожар, имевший для костёла катастрофические последствия. Сгорел весь интерьер, кроме некоторых часовен, рухнул сводчатый неф.
Сразу же после пожара началась комплексная реконструкция храма, длившаяся с 1850 по 1884 под руководством архитектора Теофила Жебравского. Опалённые стены были настолько слабые, что пришлось разобрать часть фасада, находившегося под угрозой обрушения. После начала восстановления. оказалось, что нижние части стен и столбов были слишком сильно повреждены, чтобы удерживать вес нового свода, поэтому временно использовались подпорки с деревянными балками и колоннами из прессованных стальных дисков. В 1853—1854 гг. были установлены новые витражи авторства немецкого художника Хюбнера. Работы постепенно продвигались, но после удаления подпорок из арок свода главного нефа, утром, 12 апреля 1855 года часть сводов и стен рухнула, повредив соседний дом. Это происшествие всколыхнуло краковскую общественность, которая обрушилась с критикой на руководителей работ. В следующем, 1856 году, был созван специальный комитет для контроля над восстановительными работами, однако, только в 1858 году, после сбора необходимых средств и уборки строительного мусора, началась закладка нового фундамента под столбы. Три года спустя крышей были покрыты боковые нефы, а в 1863 году — главный неф. Основная часть работ была завершена в 1872 году, в результате облик храма значительно изменился, что вызвало возмущение в творческих кругах Кракова, особенно сильная критике результата звучала со стороны скульптора Эдварда Стехлика. Позднее, критике подверглась также деятельность Мариана Павони, который осуществил псевдоготическую переработку интерьера и архитектурных деталей костёла. Продолжалась работа над воссозданием главного алтаря, хоров и исповедален, завершённая в 1884 году, после чего восстановленный костёл был освящён.
Также, до середины XIX в. одним из характерных элементов внутреннего облика святыни была каменная башня-звонница, стоящая перед фасадом костёла на улице Столарской. После краковского пожара 1850 г. от звонницы остались одни опалённые стены, которые были разобраны при работах по восстановлению костёла. В 1876 году на месте башни около фасада святыни была пристроена неоготическая крухта.
С 1957 года костёл имеет статус малой базилики.
19 октября 2016 года в храме прошли заупокойная месса и церемония прощания с известным польским режиссёром Анджеем Вайдой.
В январе 2018 года началась масштабная реставрация интерьера базилики.

## Интерьер
В настоящее время базилика св. Троицы является трёхнефным готическим кирпично-каменным храмом, с удлинённым пресвитерием, оканчивающимся прямой стеной.
В храме, около главного алтаря, похоронен князь Лешек Чёрный (ум. 1288). В пресвитерии также находится памятный диск гуманиста Филиппа Калимаха, умершего в 1496 году, созданный по проекту Вита Ствоша.
Орган храма был построен в 1890 году фирмой братьев Ригер из Егерндорфа. Инструмент имеет 30 голосов, обладает механической трактурой игры и пневматической трактурой реестров. Является ценным образцом романтического органостроительства, сохраняя до настоящего времени свою изначальную звуковую концепцию.

## Каплицы

### Северный неф (левый)
- Св. Екатерины Сиенской (Збараских) — построена на средства краковского каштеляна Ежи Збараского в 1627-33 годах Андреасом и Антонио Кастеллич. Возывышается на плане прямоугольника и накрыт эллиптическим куполом. Интерьер отделан чёрным мрамором. Напротив входа находится алтарь с образом Теодора Бальтазара Стаховича показывающим видение св. Екатерины Синенской. На обеих сторонах картины стоят статуи св. Екатерины Александрийской и св. Екатерины Синенской. По правой стороне алтаря — надгробие Ежи Збараского, а по левой — Кшиштофа Збараского. Часовню закрывает решётка второй половины XIX в. находящаяся, на мраморной балюстраде.
- Св. Марии Магдалены (Малаховских) — построена в XV в. в XVI в. была посвящена св. Иоанну Крестителю и была собственностью семьи Тенчинских. С 1884 принадлежала семье Малахровских. В ней находится неоготический алтарь проекта Мариана Павони с образом св. Марии Магдалены кисти Владислава Бансковского, образ Праздника у Шимона Томаша Долабелли а также памятник надгробный Малаховских 1884 года.
- Распятого Христа — построена в конце XIV на средства ленчиньского каштеляна Яна Лигензы. Была посвящена св. Станиславу. В XVII в. находилась под опекой цеха каменщиков. На аркаде находятся фрагменты готической живописи конца XIV века, представляющей св. Екатерину Александрийскую и двух пророков. Также в ней находится неоготический алтарь построенный по проекту Мариана Павони с образом распятого Христа кисти Юзефа Симмлера. Возле алтаря находятся неоготические реликвии с останками бл. Вита — миссионера Литвы XIII в. Напротив алтаря стоит мраморный надгробный памятник генерала Яна Скржинецкого. В каплице совершаются мессы в годовщину битвы при Грохове.
- Св. Яцека — в ней, в позднебарочном алтаре, расположенным на алтаре, находятся останки святого. Алтарь был создан в 1695—1703 гг. Балтазаром Фонтаной. Этот же мастер около 1700 года украсил часовню лепниной. В это же время Кароль Данкварт покрыл стены полихромией. В часовне также находятся сцены жития св. Яцека, нарисованные Томашем Долабеллой. Часовня закрыта решёткой середины XVIII в.

### Южный неф (правый)
- Св. Розы Лимской (Любомирских) — построена в начале XVII века на месте готической могильной часовни Пилецких (конец XIV века). Фундаторами были Себастиан Любомирский и его жена Анна из дома Браницких; их портреты находятся в тондах на настенном диске. На внутренней части купола находятся изображения святых Себастиана, Станислава, Анны Самостшеч и пророка Илии; в нишах находятся статуи святых (Доминик, Станислав, Станислав Костка, Чеслав, Казимир, Яцек, Флориан и Войчех). Часовня закрыта решёткой XVII века.
- Св. Фомы — построена в XV веке на средства цеха портных. В ней находится неоготический алтарь проекта Мариана Павони со статуями святых Фомы, Казимира, Станислава Костки, Антония и Альберта, надгробная плита эпохи Ренессанса красноставского старосты Миколая Богуша, а также картина Томаса Долабелли, представляющего школу св. Фомы Аквинского.
- Спасителя (Пржездзецких) — создана Миколаем Эделингом в 1368 году, впоследствии взята под опеку цехов пекарей, а в XVI веке стала собственностью семьи Орликов. После пожара 1850 года отреставрирована на средства семьи Пржездзецких. Имеет неоготический алтарь созданный по проекту Эдварда Стехлика по проекту Теофила Жебравского.
- Св. Иосифа (Шафранцов, Прованов) — созданная в XV веке на средства цеха сапожников, впоследствии стала собственностью семьи Шафранцов. Имеет неоготический алтарь проекта Мариана Павони с образом Христа в мастерской св. Иосифа кисти Яна Ангелика Древачиньского, а также манеристичное надгробие Проспера Провано — велицкого чиновника.
- Св. Доминика (Мышковицких) — создана в 1614 году по образцу каплицы Сигизмунда архикафедрального собора Святых Станислава и Вацлава на Вавеле. Является предпоследней в правом боковом нефе. Выделяется среди остальных часовен галереей семьи Мышковских. Это скульптурные изображения семьи внутри купола. Часовню также легко распознать снаружи, поскольку она украшена рустом. Для строительства использовался благородный чёрно-серебристый мрамор, колонны окрашены в деликатный розовый цвет, элегантность подчёркивают белые скульптуры.
- Розария — была построена в 1685-88 годах на месте часовни Благовещения XV в. В 1668 году в часовне был помещён образ Матери Божьей Розария, который согласно традиции принадлежал св. Станиславу Костке]]. Он находится в главном алтаре между постатями св. Пия V и бл. Бенедикта IX. Стены и своды покрывает полихромия, перекрашенная в 1820 году Теодором Бальтазаром Стаховичем и в 1875 году Валентем и Владиславом Банковскими. Она изображает тайну розария, коронацию Пресвятой Девы Марии, святых и хоры ангелов. В часовне находится также надгробие Станислава Костки авторства Ф. Поцци, образ Мадонны с Младенцем в серебряном окладе и фигура Задумчивого Христа начала XVI в. С 1983 года часовня является местом упокоения Теофилии Собеской, матери короля Яна III Собеского и его брата Марка.

## Монастырь
Строения монастыря прилегают к костёлу с северной стороны и сосредоточены вокруг трёх садов. Аркады вокруг первого из них называются краковским campo santo из-за многочисленных памятников, надгробий и эпитафий замурованных в стены. Перекрёстные своды монастыря относятся к XIV веку, а надгробия и эпитафии в основном относятся к XVI и XVII векам. Самым старым фрагментом строений является романская трапезная из дикого камня и с порталом, украшенным косом, который вероятнее всего являлся частью костёла св. Троицы, переданным доминиканцам в 1222 году Иво Одрованжем. Внутри находится живопись XV и XVI веков. Слева от тех романских реликвий находятся раннеготические окна, которые некоторые исследователи относят к бывшему костёлу св. Фомы. Кроме того в состав строений входят:
- капитулий возведённый с XIII до начала XVI в. К нему ведёт готический портал.
- готический зал
- бывшая библиотека, возведённая в XIII веке и перестроенная в XVII в.

Коллекции монастыря содержат кроме того портреты епископов из ордена доминиканцев, картины Томаша Долабелли 1614-20 гг., размещение так называемгого полиптика доминиканского авторского Мастера Страсти Доминиканской, образ св. Иуды Тадеуша Лукаша Орловского, видение св. Софии Михала Стаховича, алебастровую готическую скульптуру Божьей Матери с Младенцем (так называемая Яцекова), реликивии на голове св. Яцека, барочные облачения литургичные, многочисленные инкунабулы, старинные печати и даже рукописи с XIII века. Скульптура Божьей Матери Яцековой с XIII в. перед Второй мировой войной находилась в часовне Потоцких доминиканского собора Божьего Тела во Львове.
В настоящее время в монастыре проживают свыше 100 монахов, из них около семидесяти являются студентами теологии. Братия включает в свой состав не только уроженцев Польши, но и таких стран как Венгрия,Украина, Беларусь.